# Paar (getal)
Een paar is twee bij elkaar horende objecten, zoals een paar schoenen, of wezens, zoals mensen, bijvoorbeeld in een liefdesrelatie.
Andere woorden voor paar zijn:
- stel
- span, meestal gebruikt voor (ingespannen) paarden
- koppel, gebruikt voor paarden en honden en ook voor partners

## Meer dan twee
Paar wordt ook gebruikt om een onbepaalde, kleine hoeveelheid aan te geven.
- Ik ben niet zo gek op worteltjes, toch neem ik er vaak wel een paar.
- De muur staat nog recht overeind, alleen een paar stenen zitten los.